# 弗朗切斯科·里佐
弗朗切斯科·里佐（義大利語：Francesco Rizzo，義大利語發音：[franˈtʃesko ˈrittso]；1943年5月30日—2022年7月17日）是一名義大利男子足球運動員，曾擔任中場球員。

## 俱樂部生涯
里佐出生於科森札省羅維托，開始在科森}踢球。在為米蘭和阿歷山迪亞效力後，他加入卡利亞里，並在1964年11月29日對佛羅倫薩的比賽中完成他的義甲聯賽首秀。
在他的俱樂部生涯中，他曾為科森扎、米蘭、阿歷山迪亞、卡利亞里、佛羅倫薩、波隆那、卡坦沙奴、切塞納和熱那亞效力。

## 國際職業生涯
里佐在1966年為義大利國家足球隊贏得兩頂帽子並踢進兩球，而且是1966年國際足總世界盃義大利隊的成員。

## 外部連結
- （義大利語） Profile at enciclopediadelcalcio.it
- （義大利語） Profile at FIGC （页面存档备份，存于）
- 弗朗切斯科·里佐在WorldFootball.net的資料。